# Словенски Гроб
Словенски Гроб (словак. Slovenský Grob , нем. Slowakisch-Eisgrub, Böhmisch-Grub, Slawisch-Weissgrob , венг. Tótgurab) – деревня и одноимённая община в районе Пезинок Братиславского края Словакии. Расположена в Западной Словакии в северовосточной части края, в предгории Малых Карпат.
Находится в 6 км южнее административного центра города Пезинок и 15 км северо-восточнее столицы страны г. Братислава.

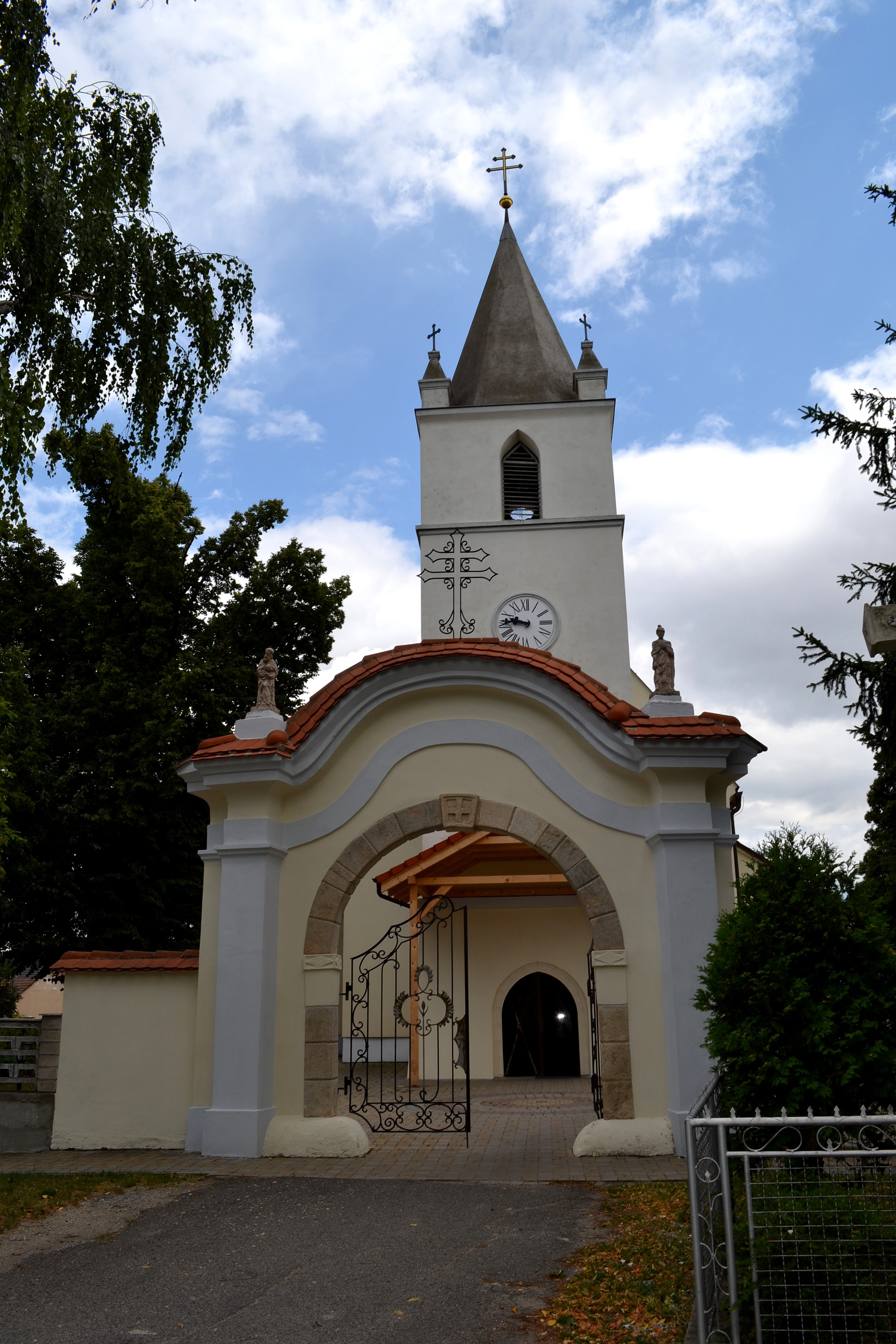
Костёл Иоанна Крестителя

Площадь – 10,17 кв. км. Высота 145 м.

## История
Впервые упоминается в 1214 году.

## Население
| Год:                | 1994 | 2004     | 2014     | 2024      |
| ------------------- | ---- | -------- | -------- | --------- |
| Количество человек: | 1737 | 1925     | 2616     | 6133      |
| Разница:            |      | +10,82 % | +35,89 % | +134,44 % |

По состоянию на конец 2022 года население составляло 5766 человек. Плотность – 566,96 чел/кв.км.